# Liste der Bodendenkmäler in Habach
Auf dieser Seite sind die Bodendenkmäler in der oberbayerischen Gemeinde Habach zusammengestellt. Diese Tabelle ist eine Teilliste der Liste der Bodendenkmäler in Bayern. Grundlage ist die Bayerische Denkmalliste, die auf Basis des Bayerischen Denkmalschutzgesetzes vom 1. Oktober 1973 erstmals erstellt wurde und seither durch das Bayerische Landesamt für Denkmalpflege geführt wird. Die folgenden Angaben ersetzen nicht die rechtsverbindliche Auskunft der Denkmalschutzbehörde.

## Bodendenkmäler in Habach
| Lage                     | Objekt | Akten-Nr.     | Bild           |
| ------------------------ | --- | ------------- | -------------- |
| (Standort)               | Abschnittsbefestigung des frühen Mittelalters (Burgstall Fußstain). | D-1-8233-0078 |                |
| Kirchweg 2 (Standort)    | Untertägige mittelalterliche und frühneuzeitliche Befunde im Bereich der katholischen Filialkirche St. Martin in Dürnhausen und ihrer Vorgängerbauten. | D-1-8233-0124 | weitere Bilder |
| Hauptstraße 2 (Standort) | Untertägige mittelalterliche und frühneuzeitliche Befunde im Bereich der katholischen Pfarr- bzw. ehemaligen Kollegiat-Stiftskirche St. Ulrich in Habach und ihrer Vorgängerbauten sowie abgegangene Stiftspfarrkirche des Mittelalters und der frühen Neuzeit (St. Georg). | D-1-8233-0126 | weitere Bilder |